# 戦国野郎
『戦国野郎』（せんごくやろう）は、1963年3月24日に公開された時代劇映画。監督は岡本喜八、主演は加山雄三。モノクロ、シネマスコープ。
甲斐の武田家を離反し、武田家の忍者たちから命を狙われながらも、城持ちになることを望み、さすらいの旅を続ける若き忍者の姿を描いた作品である。

## あらすじ
武田軍一番の実力を持つ若き忍者、越智吉丹。武田家の冷酷な仕打ちに嫌気がさし出奔、一国一城の主になることを夢見て諸国を放浪していた。その命を狙っていたのが忍者雀の三郎左。 三郎座とは別に吉丹を狙っていた銅子播磨と吉丹は、偶然出会った田舎武士の勧めで馬借の集団に身を隠した。実は、この武士は木下藤吉郎であった。藤吉郎は馬借の長である有吉宗介に「種子島」を尾張まで運んでくれるよう依頼するが、宗介はなかなか承知しない。藤吉郎は、堺にいた村上水軍参謀の滝姫からを了承を得る。しかし、藤吉郎はまた、宗介に再度の依頼を行う。両者から承諾を得た藤吉郎は、一方に本物の種子島を他方に偽物を運ばせるつもりだった。種子島が運び込まれた日、武田忍者が村上水軍の船を襲撃したが、積荷の中身は石だった。一方、有吉一行も荷物をまとめて出発。武田忍者と、騙されたと知った村上水軍に追われながら一行は進む。ついに一行が武田忍者たちに襲われたとき、種子島とともに藤吉郎が現れる。馬借が運んでいたのは偽物で、本物はすでに小六が運んでいるという。それを知った吉丹は兵になれという藤吉郎の説得も聞かず、狭霧とともに原野の彼方へ消えた。

## 配役
- 越智吉丹 : 加山雄三
- 銅子播磨 : 中谷一郎
- 木下藤吉郎 : 佐藤允
- 蜂須賀小六 : 長谷川弘
- 有吉宗介 : 田崎潤
- さぎり : 星由里子
- 雀の三郎左 : 中丸忠雄
- 滝姫 : 水野久美
- 百蔵 : 滝恵一
- 馬借の夏 : 江原達怡
- 馬借の松 : 砂塚秀夫
- 馬借のじごく : 天本英世
- 馬借の陸 : 中山豊
- 馬借の竹: 二瓶正典
- 馬借の梅 : 小川安三
- 鈴鹿の太郎 : 田島義文
- 鈴鹿の次郎: 大木正司
- 虚無僧 : 鈴木治夫
- 虚無僧: 堤康久
- 野伏: 山本廉, 草川直也
- 殺される忍者 : 岩本弘司
- 黒装束 : 上村幸之
- 雑兵 : 沢村いき雄, 伊原徳
- 馬借隊：中島春雄[6]

## スタッフ
- 製作：田中友幸
- 監督：岡本喜八
- 脚本：佐野健、岡本喜八、関沢新一
- 撮影：逢沢譲
- 美術：植田寛
- 音楽：佐藤勝
- 殺陣 : 久世竜
- 助監督 : 山本迪夫

## 同時上映
- 『クレージー作戦 先手必勝』